# Radio Radius
Radio Radius ist ein nichtkommerzieller Hörfunksender in Zürich und wird hauptsächlich von Studenten der ETH und Universität Zürich betrieben und gehört somit zu den sogenannten „Campus Radios“. Radio Radius ist das einzige Hochschulradio im 24-Stundenbetrieb in Zürich.

## Organisation
Radio Radius wird als Ressort des Studentenvereins SOS-ETH geführt.

## Empfang
Per Internet-Livestream. Während eines Monats war Radio Radius zu Beginn des Herbstsemesters 2007, 2008 und 2009 auch über UKW im Grossraum Zürich zu empfangen.